# Karl Ludwig Häberlin
Carl Ludwig oder Karl Ludwig Häberlin (* 25. Juli 1784 in Erlangen; † 4. Januar 1858 in Potsdam)  war ein deutscher Jurist und Romanschriftsteller, der vor allem unter dem Pseudonym H. E. R. Belani schrieb.

## Jurist
Häberlin war der Sohn des Staatsrechtslehrers und Historikers Karl Friedrich Häberlin, der 1786 an die Universität Helmstedt berufen worden war, und studierte dort Rechtswissenschaft. 1807 wurde er zunächst Auditor bei der Klosterratsstube in Braunschweig, die die säkularisierten kirchlichen Güter im Herzogtum Braunschweig-Lüneburg verwaltete, arbeitete unter napoleonischer Herrschaft ab 1808 an Gerichten in Helmstedt, ab 1810 als Richter. Nach der Wiederherstellung des Herzogtums Braunschweig 1814 wurde er Kreisamtmann in Hasselfelde im Harz. 1824 wurde er wegen Kassendifferenzen und mehrfacher amtlicher Vergehen abgesetzt und zu einer langen Gefängnisstrafe in Gandersheim verurteilt. 1828 wurde er begnadigt, nachdem er für Herzog Karl II. in seinen Streitigkeiten mit König Georg IV. von Hannover einen „Versuch die Mißverständnisse zu heben etc.“ in Straßburg veröffentlicht hatte. Er kehrte zunächst nach Helmstedt zurück und zog dann nach Potsdam, wo er bis zu seinem Tod 1858 blieb. Verheiratet war er mit Karoline Höhmwald (* 25. Oktober 1783 in Braunschweig).

## Schriftsteller
Bereits 1810–13 schrieb Häberlin kleinere Erzählungen, die unter den Pseudonymen Avenella und Louis von Häfely in Heinrich Zschokkes „Erheiterungen“, Friedrich Adolph Kuhns „Freimüthigen“ und Theodor Hells „Penelope“ veröffentlicht wurden. Während seiner Haft in Gandersheim lernte er den Wolfenbütteler Buchhändler Christian Niedmann († 1830) kennen und schrieb ab 1826 unter den Pseudonymen Niemand, Mandien, Melindor und Christian Niedmann mehrere Romane wie „Heinrich der Löwe“, „Napoleons Novellen“ und „Memoiren des Herrn de la Folie“.
In Potsdam beschrieb er seit 1840 die durch Friedrich Wilhelm IV. durchgeführtem Verschönerungsmaßnahmen, zuerst in Zeitungsartikel in der Vossischen und Spenerschen Zeitung, seit 1842 in Form verschiedener kleiner Führer. Er erwarb sich dadurch die Wertschätzung des Königs, so dass dieser ihm amtliche Hilfe bei der Abfassung gewährte. 1855 erschien schließlich sein umfangreiches Buch "Sanssouci, Potsdam und Umgegend" unter amtlicher Mitwirkung von Peter Joseph Lenné und Ludwig Ferdinand Hesse.
Außerdem verfasste er unter dem Anagramm H. E. R. Belani eine Vielzahl von historischen, ethnografischen und biografischen Romanen, die weite Verbreitung fanden. 1849 erschien in Leipzig sein Schlüsselroman „So war es. Politisch-sozialer Roman aus der Zeit vor und während der März-Ereignisse in Berlin“. Die Madame Waston des Romans ist eine Figuration Louise Astons, der Märzrevolutionärin, Frauenrechtlerin und Schriftstellerin. Ihre Freundin Ottilie von Haake erscheint als „Fräulein von Hackbrett“, ihr zeitweiliger Freund Friedrich Wilhelm Held als „Dr. Ajax“ und mit Dunker ist Polizeirat Düster gemeint. In seiner 1851 erschienenen Erzählung „Treu und brav“ über die Revolution in Braunschweig 1830 führt er anlässlich seines 25-jährigen Schriftstellerjubiläums 59 Romane in 120 Bänden auf. Bis zu seinem Tod 1858 wurden es 64 Werke in 136 Bänden. Sein letztes Werk, das „Goethe’s Liebeleben“ in einem Kranz von Novellen schildern sollte, blieb unvollendet. 
Da Häberlin für seinen Lebensunterhalt schrieb, blieben seine Romane oft an der Oberfläche. Lediglich seine 1855 in Berlin herausgegebene Beschreibung von „Sanssouci, Potsdam und Umgegend“ hatte längeren Bestand.